# Алюмотермічний процес
Алюмотермічний процес (рос. алюмотермический процесс, англ. thermit process, aluminothermic process) — отримання металу відновленням його оксиду алюмінієм. Хімічна реакція сильно екзотермічна.
Наприклад, при сплавлюванні порошків оксиду хрому (ІІІ) й алюмінію виділяється хром.
Cr2O3 + 2Al → Al2O3 + 2Cr